# Aurel Vlaicu
Aurel Vlaicu (Binţinţi, 19 novembre 1882 – Bănești, 13 settembre 1913) è stato un aviatore rumeno.
Fu ingegnere, inventore, costruttore di aeroplani e pilota.

## Biografia
Aurel Vlaicu nacque a Binţinţi (oggi Aurel Vlaicu) nei pressi di Orăștie, Transilvania. Compì gli studi superiori presso la scuola calvinista di Orăştie, ribattezzata "Liceul Aurel Vlaicu" in suo onore nel 1919, e conseguì il diploma di maturità a Sibiu nel 1902.
Successivamente continuò gli studi presso l'Università Tecnica di Budapest e all'Università Ludwig-Maximilians di Monaco di Baviera dove si laureò in ingegneria nel 1907.
Dopo la laurea cominciò a lavorare presso la fabbrica di automobili Opel di Rüsselsheim che lasciò ben presto per tornare al paese natale dove costruì un aliante che pilotò personalmente nel 1909.
Più tardi in quello stesso anno si trasferì a Bucarest, dove si dedicò alla costruzione dell'aeroplano Vlaicu I che si alzò in volo, pilotato da Vlaicu stesso, il 17 giugno 1910; con il successivo modello, il Vlaicu II del 1911, Vlaicu vinse nel 1912 diversi premi per la ragguardevole cifra di 7500 corone austroungariche partecipando ad un concorso aereo ad Aspern, nei pressi di Vienna, al quale parteciparono altri 42 aviatori incluso Roland Garros.
Vlaicu morì a soli 31 anni durante il tentativo di attraversare i Carpazi con il suo "Vlaicu II".
Il modello Vlaicu III, completamente metallico, a quale stava lavorando e quale è stato ordinato dalla Compagnia Marconi per sperimentare alcuni sistemi radio è stato completato da alcuni suoi amici.
Durante la sua breve carriera Vlaicu costruì tre aeroplani, dei quali l'ultimo, il Vlaicu III, nel 1916 durante l'occupazione tedesca di Bucarest venne confiscato e spedito in Germania dove fu visto volare per l'ultima volta durante un'esibizione aerea a Berlino nel 1942.
Postmortem,  Vlaicu è stato nominato accademico di Romania nel 1948.